# Радіобачення
Радіобачення — одержання видимого зображення об'єктів за допомогою переважно міліметрових або субміліметрових радіохвиль, спрямованих на об'єкт і відбитих від нього. Служить для вивчення внутрішньої будови об'єктів, непрозорих в оптичному діапазоні хвиль і спостереження об'єктів, що знаходяться в оптично непрозорому середовищі.
Радіобачення використовують для виявлення і пізнання літальних апаратів, при посадці і зльоті літальних апаратів в умовах поганої видимості, в морському й річковому судноплавстві, ним користуються для внутрішнього контролю якості промислових виробів і матеріалів, не вдаючись до їхнього руйнування, в медицині — для діагностики різних захворювань, а також при перевірці якості і юстируванні джерел радіовипромінювання, при визначенні товщини й структури крижаного покриву в Арктиці, Антарктиці і в районах високогір'я тощо.
Для радіобачення зазвичай використовують радіохвилі міліметрового й сантиметрового діапазонів, що дозволяє розрізняти на оптичному зображенні досить дрібні деталі структури об'єкта. Радіохвилі, що випромінюються (при пасивному радіобаченні) або розсіяні (при активному радіобаченні) тілами, несуть інформацію про їхню будову і стан. Ця інформація міститься в розподілі інтенсивності й фази радіохвиль, у характері їхньої поляризації, часі запізнювання тощо. Основне завдання радіобачення — зібрати інформацію і відображувати її у видимому зображенні. Це досягається за допомогою спеціальних приладів — радіоінтроскопів (наприклад, радіовізорів).
У радіобаченні і відповідно в різних радіоінтроскопах та радіовізорах використовують різні фізичні ефекти і явища.